# Madie I
Madie I est un village du Cameroun situé dans la commune de Toko, l'une des 9 communes du département du Ndian de la Région du Sud-Ouest

## Population
Madie I et Madie II ont d'abord été comptabilisés ensemble. Les habitants sont principalement des Ngolo.
Lors du recensement de 2005, 751 personnes ont été dénombrées à Madie I. 